# Wordi
A wordi a középső perm földtörténeti kor három korszaka közül a második, amely 268,8 ± 0,5 millió évvel ezelőtt (mya) kezdődött a roadi korszak után, és 265,1 ± 0,4 mya ért véget a capitani korszak előtt.

## Meghatározása
A Nemzetközi Rétegtani Bizottság meghatározása szerint a wordi emelet alapja (a korszak kezdete) a Jinogondolella aserrata konodontafaj megjelenésével kezdődik. Az emelet tetejét (a korszak végét) a Jinogondolella postserrata konodontafaj megjelenése jelzi.